# الضييقة (تريم)
'

تعديل مصدري - تعديل

الضييقة هي إحدى قرى عزلة تريم بمديرية تريم التابعة لمحافظة حضرموت، بلغ تعداد سكانها 230 نسمة حسب تعداد اليمن لعام 2004.